# Gare de Capdenac
Gare de Capdenac vasútállomás Franciaországban, Capdenac-Gare településen.

## Vasútvonalak
Az állomást az alábbi vasútvonalak érintik:
- Brive-la-Gaillarde–Toulouse-vasútvonal
- Capdenac-Rodez-vasútvonal
- Cahors - Capdenac railway line

## Kapcsolódó állomások
A vasútállomáshoz az alábbi állomások vannak a legközelebb:
- La Madeleine-sur-Lot station (Gare de Cahors, Cahors - Capdenac railway line)
- Gare de Figeac (Gare de Brive-la-Gaillarde, Brive-la-Gaillarde–Toulouse-vasútvonal)
- Gare de Naussac (Gare de Toulouse-Matabiau, Brive-la-Gaillarde–Toulouse-vasútvonal)
- Gare de Salles-Courbatiès
- Gare de Viviez-Decazeville